# Porto do Cachorro
O Porto do Cachorro é um pequeno porto localizada no lugar do Cachorro na freguesia das Bandeiras, concelho da Madalena do Pico, ilha do Pico, arquipélago dos Açores. Nas suas imediações situa-se a Central de Ondas do Pico, uma instalação experimental de captação da energia das ondas.
O portinho é principalmente usada para fins piscatórios e de recreio.